# A Força do Querer
A Força do Querer (título en español: Querer sin límites) es una telenovela brasileña producida y emitida por TV Globo. Se estrenó el 3 de abril de 2017, sustituyendo A Lei do Amor, y finalizó el 20 de octubre de 2017, siendo sustituida por O Outro Lado do Paraíso, de lunes a sábados en el horario de las 21hrs. Fue la 12.ª telenovela exhibida en el horario de las 21 horas, y contó con 172 capítulos grabados.
Creada y escrita por Glória Perez, contó con la dirección de Cláudio Boechel, Davi Lacerda, Fábio Strazzer, Luciana Oliveira y Robert Richards, con la dirección artística de Rogério Gomes y dirección general de Pedro Vasconcelos. La trama aborda temáticas contemporáneas como el tráfico de drogas, la ludopatía, la diversidad y la identidad de género.
El elenco fue compuesto por Juliana Paes, Ísis Valverde, Paolla Oliveira, y Carol Duarte, junto a Marco Pigossi, Fiuk y Rodrigo Lombardi como protagonistas. Contó con las actuaciones estelares de Lília Cabral, Edson Celulari, Humberto Martins, Maria Fernanda Cândido, Dan Stulbach, Juliana Paiva y las primeras actrices Betty Faria y Elizângela. Además de las participaciones antagónicas de Emilio Dantas, Bruna Linzmeyer, Débora Falabella, Jonathan Azevedo y Carla Díaz.

## Recepción

### Audiencia
| Horario              | # Eps. | Estreno            | Estreno         | Final                 | Final           | Posición | Temporada | Clasificación general |
| Horario              | # Eps. | Fecha              | Primer capítulo | Fecha                 | Último capítulo | Posición | Temporada | Clasificación general |
| -------------------- | ------ | ------------------ | --------------- | --------------------- | --------------- | -------- | --------- | --------------------- |
| Lunes a sábado 21:15 | 172    | 3 de abril de 2017 | 33              | 20 de octubre de 2017 | 50              | #1       | 2017      | 36                    |

A Força do Querer tuvo una acogida positiva de los críticos y los televidentes, siendo un gran éxito de audiencia. Debutó con un índice de audiencia de 33 puntos, el estreno más alto desde el primer capítulo de Velho Chico (2016). En su primera semana de emisión, la telenovela acumuló un índice promedio de 32 puntos superando a las cuatro predecesoras, convirtiéndose en la segunda mayor audiencia desde Amor à Vida (2013).
El penúltimo episodio, que se emitió la noche del 19 de octubre, registró 48.8 puntos de promedio y alcanzó 51 puntos de rating con un 65% de cuota de pantalla, alcanzando un récord de audiencia en el horario, según datos consolidados de Ibope en el Gran São Paulo.
Habiendo sido transmitido de 9:15 p. m. a 11:32 p. m., el último episodio exhibido tuvo un nuevo récord de 50.1 puntos y alcanzó un máximo de 53 puntos con 67% de cuota de pantalla, siendo el mayor índice desde el final de Avenida Brasil en 2012, que registró 52 puntos. En Río de Janeiro, el último episodio registró un promedio de 49 puntos, los índices finales más altos desde Império (2014), que tuvo 50 puntos en su emisión.
Con una clasificación general de 35.66 puntos de audiencia, A Força do Querer se convirtió en la quinta telenovela con la mayor audiencia promedio de la década, en el horario de las 21:00hrs, después de Fina Estampa (39,04), Avenida Brasil (38,71), en 2012, El otro lado del Paraíso (38,23), en 2018 y A Dona do Pedaço (35,97), en 2019.